# Giovanni Battista Passeri (Maler)

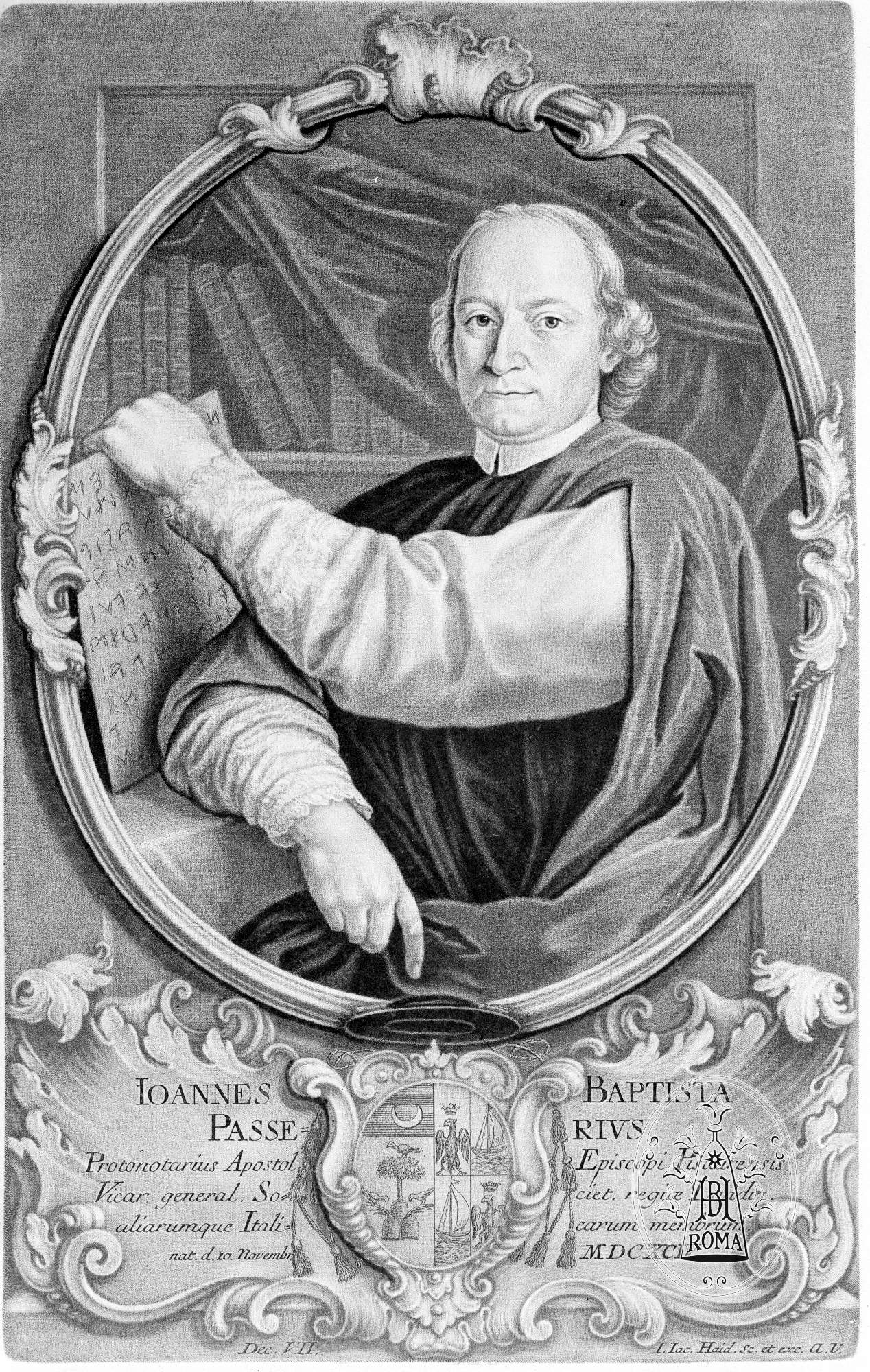
Stich mit der Darstellung Giovanni Battista Passeris von Johann Jacob Haid.

Giovanni Battista Passeri (* um 1610 in Rom; † 22. April 1679 ebenda) war ein italienischer Maler und Kunstschriftsteller des Barock in Rom.

## Leben
Passeri war Student des jesuitischen Collegio Romano, wo er wohl auch künstlerische Grundkenntnisse erworben hat. 1634 restauriert er gemeinsam mit dem Domenichino-Schüler Giovanni Angelo Canini Fresken in der Kapelle der Villa Aldobrandini in Frascati. Möglicherweise war Passeri selbst Schüler von Domenichino. 1661 malte er gemeinsam mit dem Flamen Frans de Neve (1606–1688) und seinem Gehilfen Francesco Pintinello Fresken in Palazzo Doria-Pamphilj. 1638 wurde er Mitglied der Accademia di San Luca und 1641 der Congregazione Virtuosi al Pantheon, deren Kämmerer er 1663 wurde. 1676 wurde Passeri in Santa Maria in Via Lata zum Priester geweiht.
Neben seiner Tätigkeit als Freskenmaler haben sich von ihm Porträts, Genrebilder und Stillleben erhalten. Ein Schüler von ihm war sein Neffe Giuseppe Passeri (1654–1714).
Bedeutender als sein künstlerisches Schaffen war Giovanni Battista Passeris handschriftliche Sammlung von Künstlerbiografien, die auch heute noch den Forschern einen Einblick in das Leben von römischen Künstlern des Zeitraums von 1641 bis 1673 gibt. Veröffentlicht wurde das Werk erst 1772.

## Werke
- National Gallery of Ireland (Dublin) Tafelbild Musikalisches Gartenfest (lib.utexas.edu)
- Kunsthandel-Dorotheum (Wien) Auktion 6. Oktober 2009 Lot 146: Tafelbild „Porträt eines Musikers“
- Grafikfolge zum Ausbruch des Vesuvs 1631
- Vite dei pittori, scultori ed architetti che anno lavorato in Roma morti dal 1641 al 1673. Rom 1772 (archive.org oder uni-heidelberg.de).
  - Leben der Maler, Bildhauer und Baumeister welche in Rom gearbeitet haben und zwischen den Jahren 1641–1673 gestorben sind. Aus dem Italienischen übersetzt, Breitkopfischen Buchhandlung, Dresden / Leipzig, 1786 (urn:nbn:de:gbv:wim2-g-3426107 – Universitätsbibliothek Weimar);
  - Jacob Hess: Die Künstlerbiographien von Giovanni Battista Passeri (= Römische Forschungen der Bibliotheca Hertziana. 11). Leipzig, Wien 1934 (Nachdruck Werner, Worms 1995, ISBN 3-88462-120-3).